# Mosto de la cerveza

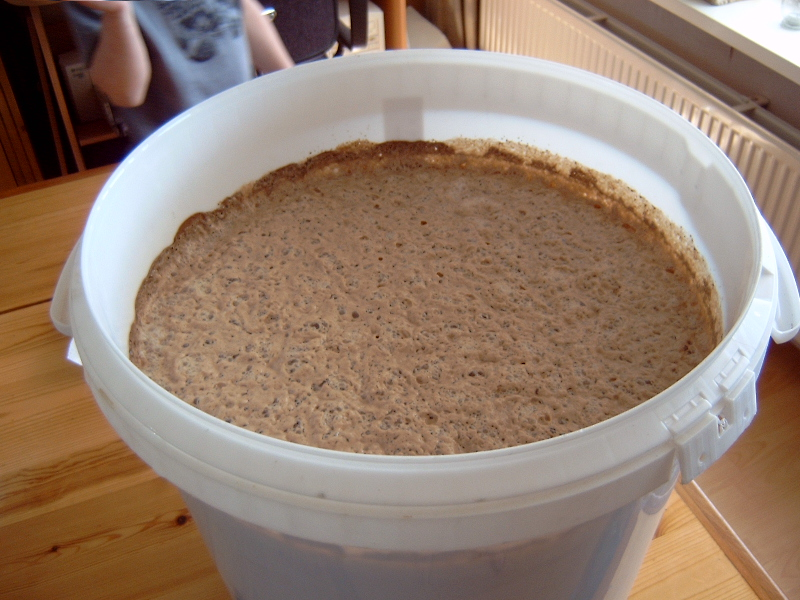
Mosto de cerveza en una elaboración casera.

El mosto de cerveza es el líquido extraído del proceso de remojado de malta durante el proceso de fabricación de la cerveza. En la elaboración de la cerveza es el líquido que se aromatiza con lúpulo para ser infusionado y posteriormente fermentado en las cubas. El mosto se denomina así por su sabor dulce. Su contenido en azúcares es precisamente metabolizado por las levaduras para generar el alcohol de la bebida.

## Denominaciones
En las empresas cerveceras inglesas la palabra empleada para este mosto "wort", cuando se denomina así es entendido implícitamente como "sweet wort" (mosto dulce) hasta el instante en el que se vierte el lúpulo, tras ello se denomina como "hopped wort" (mosto amargo). 